# Hans Egon Gerlach
Hans Egon Gerlach (* 29. September 1908 in Dresden; † nach 1973) war ein deutscher Theaterübersetzer, Autor und Journalist.

## Wirken
Er galt seinerzeit als bester Übersetzer der Werke Henrik Ibsens. Bis heute sind viele seiner Übertragungen in Reclam-Ausgaben erhältlich.
Von Gerlach stammen auch Übertragungen anderer Autoren aus dem skandinavischen Sprachraum und er übersetzte zudem Werke aus dem Amerikanischen. So zeichnete er beispielsweise für die deutsche Erstübersetzung des Romans Exodus (1958) von Leon Uris verantwortlich.
Daneben beschäftigte er sich mit künstlerbiografischen Themen. In diesem Zusammenhang war seiner großangelegten Hörspielreihe Goethe erzählt sein Leben (1949), die mit Mathias Wieman in der Titelrolle und bis in die Nebenrollen mit Stars der Zeit wie Horst Caspar, Will Quadflieg, Albert Bassermann oder Maria Wimmer besetzt war, Ende der 1940er Jahre ein besonderer Erfolg beschieden. Sie zog eine sich gut verkaufende, 1982 zuletzt aufgelegte Buchausgabe nach sich. Für Goethe erzählt sein Leben hatte Gerlach Goethes autobiographische Schilderungen, Schriften und zahlreiche weitere Dokumenten szenisch aufbereitet und hieraus einen fortlaufenden dramatischen Bericht zusammengestellt.
Gerlach veröffentlichte noch eine kleinere Anzahl weiterer Bücher zu kulturhistorischen Themen. In den 1950er Jahren schrieb er überdies regelmäßig Beiträge für die Kulturspalten der Zeit.
Am 2. September 1947 heiratete er in Hamburg Odilia Freiin von Morsey gen. Picard (* 1922), mit der er in Hamburg lebte. Die Ehe wurde am 5. Mai 1960 in Berlin geschieden.

## Filmografie
Übersetzer:
- 1966: Henrik Ibsen: Gespenster (Sprache der Vorlage: norwegisch) – Regie: Peter Beauvais (Fernsehfilm)
- 1966: Henrik Ibsen: Baumeister Solness (Sprache der Vorlage: norwegisch) – Regie: Hans Schweikart (Fernsehfilm)
- 1967: Henrik Ibsen: John Gabriel Borkman (Sprache der Vorlage: norwegisch) – Regie: Werner Schlechte (Fernsehfilm)
- 1968: August Strindberg: Fräulein Julie (Sprache der Vorlage: schwedisch) – Regie: Fritz Umgelter (Fernsehfilm)

## Hörspiele
Autor:
- 1949: Goethe erzählt sein Leben (35 Teile) – Regie: Ludwig Cremer (Teile 1 bis 3); Mathias Wieman (Teile 4 bis 35) (Hörbild – NWDR Hamburg)
- 1950: Hans Egon Gerlach und Monika von Zitzewitz: H. C. Andersen schaut herein. Ein Spiel um den dänischen Märchendichter – Regie: Detlof Krüger (Hörspiel – NWDR Hamburg)
- 1955: Der Sachbearbeiter im Himmel – Regie: Heinrich Ockel (Kurzhörspiel – NWDR Hamburg)

Übersetzer:
- 1960: Henrik Ibsen: Ein Volksfeind (Sprache der Vorlage: norwegisch) – Bearbeitung und Regie: Walter Knaus (Hörspielbearbeitung – SDR)
- 1969: Henrik Ibsen: Peer Gynt (Sprache der Vorlage: norwegisch) – Regie: Heinz-Günter Stamm (Hörspielbearbeitung – BR)
- 1973: August Strindberg: Fräulein Julie (Sprache der Vorlage: schwedisch) – Regie: Heinz-Günter Stamm (Hörspielbearbeitung – BR/SFB)